# Girard de Beaulieu

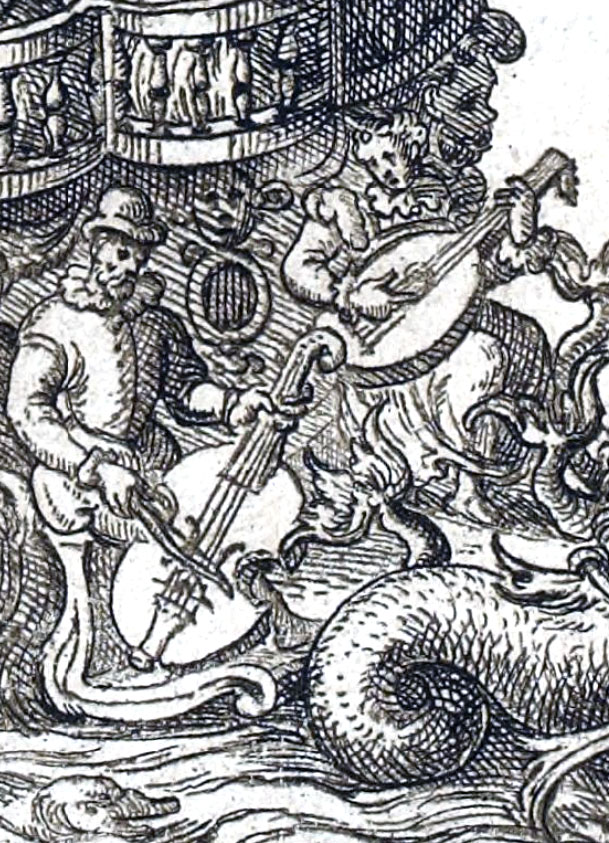
Dettaglio che mostra Girard de Beaulieu e sua moglie Violante Doria, dall'incisione di Jacques Patin "Figure de la Fontaine" nel Ballet Comique de la Reine

Girard de Beaulieu più noto con il nome erroneamente registrato di Lambert de Beaulieu (... – dopo 1587) è stato un basso, compositore e contrabbassista francese.

## Biografia

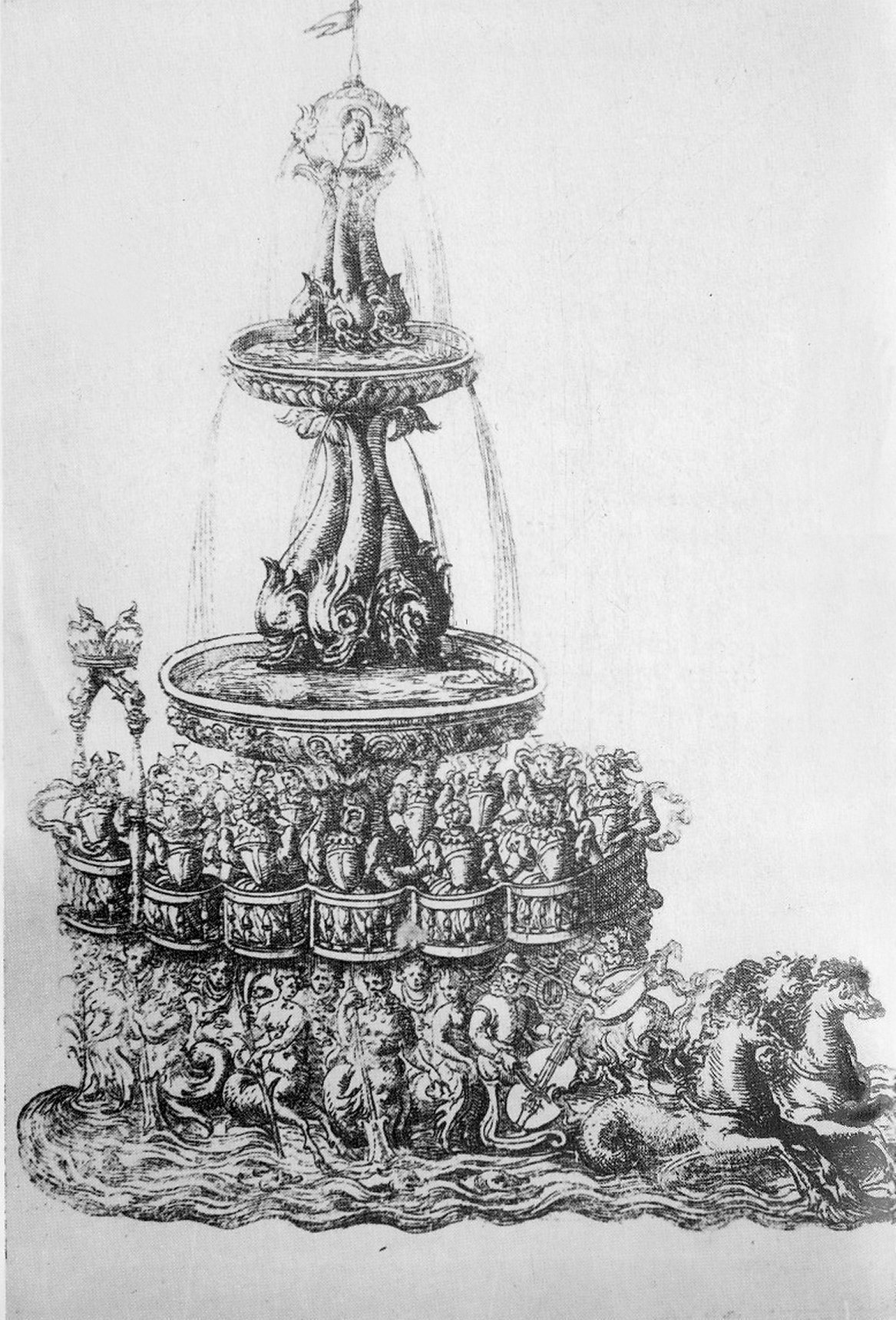
Carro a forma di fontana nel Balet Comique de la Royne del 1581.

Fu attivo alla corte di Enrico III come cantante e compositore dal 1559. Era associato all' Académie de BAIF, uno dei cui poeti aristocratici, Nicolas Filleul de La Chesnaye, elemosiniere del re, aveva il compito di fornire i testi per il balletto Circé nel primo Ballet de cour francese, il Balet Comique de la Royne del 1581, per il quale Beaulieu e Jacques Salmon composero la musica. La coreografia e la direzione generale erano del maestro di ballo italiano Baltazarini, noto come Balthasar de Beaujoyeulx. I costumi e le scene erano di Jacques Patin . 
La moglie di Beaulieu era il soprano e liutista genovese Violante Doria.  La coppia aveva una figlia, Claude de Beaulieu, che in seguito divenne liutista di corte. 
I documenti originali del 1581 indicano come compositore solo "Sieur de Beaulieu". L'errore relativo al suo nome, e la conseguente separazione del basso dal compositore in due biografie diverse, è dovuto a un errato "Lambert de Beaulieu" in una lettera di Rodolfo II, imperatore del Sacro Romano Impero al re francese che tentava di cooptare il compositore Beaulieu nella sua corte. L'errore nella lettera di Rodolfo venne replicato da François-Joseph Fétis nella sua influente Biografia universitaria dei musiciens. 

## Opere, edizioni e registrazioni
- Lambert de Beaulieu, Airs [5]
- Lambert de Beaulieu, Balthasar de Beaujoyeulx: Balet Comique de la Royne 1581. Ensemble Elyma, K617 080, 1998